# Maria das Neves
Maria das Neves, née en 1958 dans la colonie portugaise de Sao Tomé-et-Principe, est une économiste et femme politique santoméenne, membre du Mouvement pour la libération de Sao Tomé-et-Principe – Parti social-démocrate.
Elle est Première ministre de 2002 à 2004.

## Biographie
Ancienne fonctionnaire au ministère des Finances et à la Banque africaine de développement, Maria das Neves est de 1999 à 2001 ministre de l'Économie, de l'Agriculture, de la Pêche, du Commerce et du Tourisme. Elle est ministre des Finances de 2001 à 2002 avant d'être nommée à l'Industrie, au Commerce et au Tourisme en 2002. Elle devient Première ministre de Sao Tomé-et-Principe le 3 octobre de la même année et dirige le VIIIe gouvernement, mais est brièvement déposée du 13 au 26 juillet 2003 par le coup d'État militaire de Fernando Pereira. Accusée de corruption, elle quitte son poste le 18 septembre 2004. Elle la première Santoméenne à être Première ministre.
En 2010, elle est nommée vice-présidente de l'Assemblée nationale.
Das Neves est candidate à l'élection présidentielle de 2011, où elle arrive quatrième au premier tour avec 14,04  % des suffrages exprimés. Elle est à nouveau candidate à l'élection de 2016, pour le MLSTP-PSD. Arrivée troisième du premier tour avec 24,31 % des voix, à moins d'un point du président sortant Manuel Pinto da Costa, elle dénonce comme ce dernier des fraudes et demande l'annulation du scrutin, en vain. À l'élection présidentielle de 2021, sa candidature indépendante — qui n'a obtenu que 6 % à la primaire de son parti — n'obtient plus que 3,32 % des voix. Elle paie sa candidature dissidente par une non-reconduction aux élections législatives qui suivent.